# Puig Sorrer
El Puig Sorrer és una muntanya de 69 metres que es troba al municipi de Garrigàs, a la comarca catalana de l'Alt Empordà.